# Los reyes de la canción
Los reyes de la canción es el álbum recopilatorio de la banda argentina de ska Los Auténticos Decadentes, publicado en el 2001. Incluye todos sus éxitos, más 6 nuevas versiones. Ademas del tema "Gente que no" junto a Todos Tus Muertos

## Lista de canciones
1. Cómo me voy a olvidar (Cualquiera Puede Cantar, 1997)
2. No puedo (Hoy Trasnoche, 2000)
3. La marca de la gorra (Fiesta Monstruo, 1993)
4. Corazón (Mi Vida Loca, 1995)
5. Diosa (Mi Vida Loca, 1995)
6. El gran señor (Cualquiera Puede Cantar, 1997)
7. Besándote (Hoy Trasnoche, 2000)
8. Los piratas (Cualquiera Puede Cantar, 1997)
9. El dinero no es todo (Hoy Trasnoche, 2000)
10. Ya me da igual  (Supersónico, 1991) (Versión 2001)
11. Loco (Tu forma de ser) (El Milagro Argentino, 1989)
12. El pájaro que vio el cielo y se voló (Mi Vida Loca, 1995)
13. La bebida, el juego y las mujeres  (Supersónico, 1991) (Versión 2001)
14. El murguero (Mi Vida Loca, 1995)
15. Vení Raquel  (El Milagro Argentino, 1989) (Versión 2001)
16. Entrega el marrón  (El Milagro Argentino, 1989) (Versión 2001)
17. Skabio (El Milagro Argentino, 1989) (Versión 2001)
18. Cyrano (Cualquiera Puede Cantar, 1997)
19. Gente que no (con Todos Tus Muertos) (Silencio = Muerte: Red Hot + Latin, 1997)
20. La guitarra (3:39) (Mi Vida Loca, 1995)
21. Auténtica (3:36).[1] (Fiesta Monstruo, 1993) (Versión 2001)

## Cortes de difusión
- "Gente que no" (mayo de 2001)